# Sergio Pérez Pérez
Sergio Pérez Pérez (* 23. Juli 1984) ist ein ehemaliger spanischer Tennisspieler.

## Karriere
Pérez Pérez spielte fast ausschließlich auf der ITF Future Tour und der ATP Challenger Tour. Auf ersterer gewann er sechs Titel im Doppel, auf der Challenger-Ebene konnte er 2010 in Arad an der Seite von Daniel Muñoz de la Nava seinen einzigen Titel gewinnen.
Seine ersten Turniere spielte er bereits 2002 mit 18 Jahren.
Zu seiner Premiere auf der ATP World Tour kam er in Madrid 2011 bei den Mutua Madrid Open, da ein anderer Spieler ausfiel. Mit Nikolai Nesterow an seiner Seite verlor er in der Auftaktrunde in zwei Sätzen deutlich. Ein zweiter Auftritt auf dieser Ebene kam 2015 dazu, wo er bei den Ecuador Open Quito erneut an der Auftakthürde scheiterte.
Dies war das letzte Turnier, an dem er teilnahm, nachdem er zuvor bereits seit 2013 kein Spiel mehr bestritten hatte.

## Erfolge
| Legende (Anzahl der Siege)  |
| Grand Slam                  |
| ATP World Tour Finals       |
| ATP World Tour Masters 1000 |
| ATP World Tour 500          |
| ATP World Tour 250          |
| ATP Challenger Tour (1)     |

### Doppel

#### Turniersiege
| Nr. | Datum        | Turnier | Belag | Partner                 | Finalgegner               | Ergebnis |
| --- | ------------ | ------- | ----- | ----------------------- | ------------------------- | -------- |
| 1.  | 4. Juli 2010 | Arad    | Sand  | Daniel Muñoz de la Nava | Franko Škugor Lovro Zovko | 6:4, 6:1 |